# Sphex staudingeri
Sphex staudingeri är en biart som beskrevs av Giovanni Gribodo 1894.
Sphex staudingeri ingår i släktet Sphex och familjen grävsteklar. Inga underarter finns listade i Catalogue of Life.